# Madeleine Ozeray

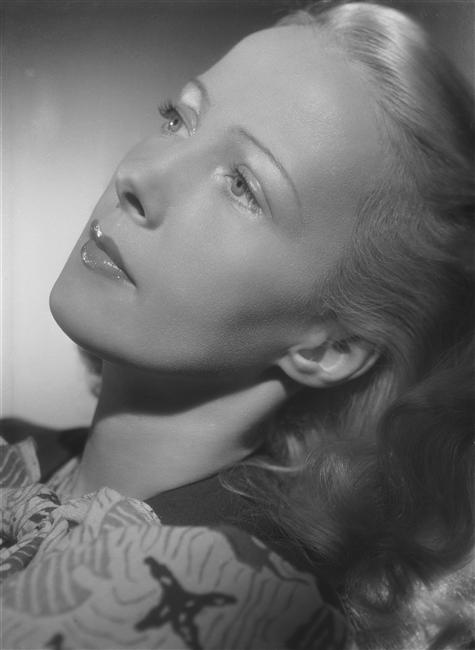

Madeleine Ozeray (Magdeleine Marie Catherine Elisabeth Ozeray) (Bouillon, 13 de septiembre de 1908 - París, 28 de marzo de 1989) fue una actriz belga de teatro y cine.
Estudió en Bruselas y entra en París en la compañía de Louis Jouvet que la dirige en el papel de Hélène para el estreno de La guerre de Troie n'aura pas lieu de Jean Giraudoux en el Théâtre de l'Athénée. 
Se convertirá en la esposa de Louis Jouvet. Estrenará  Ondine, de Jean Giraudoux en 1939 y El anuncio hecho a María de Paul Claudel en la gira latinoamericana de la compañía en 1945.
En 1965 será La Loca de Chaillot que su marido estrenara en 1945 con Marguerite Moreno.
Es condecorada por el gobierno francés.